# James Howell (lekkoatleta)
James Howell (ur. 26 sierpnia 1986) – amerykański lekkoatleta, sprinter.
Brązowy medalista halowych mistrzostw Stanów Zjednoczonych w biegu na 400 metrów (2011).

## Rekordy życiowe
- Bieg na 400 metrów – 45,95 (2010)
- Bieg na 400 metrów (hala) – 46,57 (2011)